# Япаркуль
Япаркуль (баш. Япаркүл) — деревня в Благоварском районе Республики Башкортостан Российской Федерации. Входит в состав Удрякбашевского сельсовета. 

## География

### Географическое положение
Расстояние до:
- районного центра (Языково): 15 км,
- центра сельсовета (Удрякбаш): 4 км,
- ближайшей ж/д станции (Благовар): 4 км.

## Население
| 2002 | 2009 | 2010 |
| ---- | ---- | ---- |
| 0    | →0   | →0   |